# Camponotus jtl-054
Camponotus jtl-054 é uma espécie de inseto do gênero Camponotus, pertencente à família Formicidae.